# Montserrat Sanuy Simón
Montserrat Sanuy Simón (Lérida, 1935), también conocida como Montse Sanuy, es una pedagoga musical española, conocida por su contribución a la educación musical y por la introducción del Sistema Orff en España.

## Formación y estudios
Montserrat Sanuy estudió en el Real Conservatorio Superior de Música de Madrid, gracias a una beca de la Diputación de Lérida, y obtuvo el accésit al premio de Música de Cámara. Se especializó en folklore musical, canto coral y canto gregoriano en la Escuela Superior de Música Sacra de Madrid. 
Sanuy asistió a cursos sobre metodología activa en Bruselas, Lisboa, Lovaina, Múnich y París. Completó sus estudios de Pedagogía Musical en el Mozarteum de Salzburgo (Orff Institut), gracias a una beca de la Fundación Juan March, siendo una de las principales introductoras del Sistema Orff en España.

## Carrera y contribuciones
Montserrat Sanuy ha dedicado su vida a la enseñanza de la música a varias generaciones de niños en diferentes colegios. Además, ha compartido sus conocimientos formando a maestros en todas las comunidades autónomas españolas y en varios países, incluyendo Alemania, Austria, Bélgica, Costa Rica, Francia, Guatemala, Portugal, Puerto Rico y El Salvador.
Dirige seminarios y grupos de trabajo con profesores de educación infantil, primaria, secundaria, así como con profesores de lenguaje musical de escuelas y conservatorios de música. Fue pionera en la organización de conciertos pedagógicos, presentando conciertos para la juventud en el Teatro Español y en el Teatro María Guerrero de Madrid durante dos temporadas.

## Medios de comunicación
Sanuy también innovó llevando la educación musical a los medios de comunicación. Desde 1967, dirigió y presentó programas educativos en radio y televisión que tuvieron un gran impacto, tales como:
- Musicando con Montse, dentro del programa Ven a jugar con nosotros en TVE.
- Mensaje Infantil en Radio Exterior de España.
- En clave de sol en Radio 2, realizado con niños del Colegio “La Guindalera”.

## Docencia y publicaciones
Entre 1974 y 1981, dirigió un curso sobre Música y Dramatización para Educadores en la Universidad Nacional de Educación a Distancia (UNED) de Madrid. También fue profesora en el Máster de Creatividad Total de la Universidad de Santiago de Compostela y enseñó durante 25 años en el Instituto Nacional de Educación Física. Además, impartió clases en los colegios Santa Sofía, Montealto, Santa María, La Guindalera y Colegio Suizo de Madrid.
Sanuy fundó el Estudio de Música y Danza en Madrid y es autora de varios cancioneros, materiales didácticos, libros de texto para primaria y secundaria, así como discos y grabaciones que contienen canciones y músicas idóneas para la enseñanza.

## Reconocimientos
En 2007, recibió un homenaje por parte del Ilustre Colegio de Doctores y Licenciados, y su trayectoria ha sido documentada en diversos artículos y publicaciones.